# رشك مينو (كوه بنج)
رشك مينو (بالفارسية: رشک مینو) هي قرية تقع في إيران في البلدة المركزية.